# 基什拜尔热尼
基什拜尔热尼，是匈牙利维斯普雷姆州所辖的一个村，总面积5.29平方公里，总人口89，人口密度16.8人/平方公里（2010年1月1日）。